# تويوتا بي إم
تويوتا بي إم (بالإنجليزية: Toyota PM)‏ هي إحدى السيارات الشخصية الاختيارية التي صنعتها شركة تويوتا للسيارات.
تم عرضها لأول مرة بمعرض تويوتا للسيارات عام 2003م في خطوة لإنشاء مبدأ سيارة شخصية وكان هذا الطراز هو الأول من سلسلة سيارات اختبارية قدمتها تويوتا.
تقوم السيارة بفتح غطائها بالضغط على المصابيح الغريبة في مقدمة السيارة لتومض أخضراً وتقوم بفتح السيارة. كما أن بإمكانها الدوران 180 درجة بفضل إطاراتها. تقوم السيارة بالارتفاع والانخفاض على حسب سرعتها وتستمد طاقتها من محرك كهربائي.

## وصلات خارجية
- الموقع الرسمي لتويوتا بي إم نسخة محفوظة 17 ديسمبر 2008 على موقع واي باك مشين.